# Muhlenbergia articulata
Muhlenbergia articulata är en gräsart som beskrevs av Frank Lamson Scribner. Muhlenbergia articulata ingår i släktet muhlygräs, och familjen gräs. Inga underarter finns listade i Catalogue of Life.